# Bignami
Bignami – stacja początkowa metra w Mediolanie, na linii M5. Znajduje się na Viale Fulvio Testi, w Mediolanie i zlokalizowana jest przed stacją Ponale. Została otwarta w 2013. W pobliżu stacji znajduje się Parco Nord Milano.